# 3·8 민주의거
3·8 민주의거(三八民主義擧)는 1960년 3월 8일 대한민국 충청남도 대전시에서 대전고등학교 학생들이 중심이 되어 일으킨 민주화운동과 3월 10일 대전상업고등학교 학생들이 기획했으나 발각된 계획을 합쳐서 부르는 민주화운동이다. 
대전고등학교 학생들은 3월 8일 시위에서 학생의 정치화를 금지하고, 정부의 관보로 전락한 서울신문의 강제 구독을 중지할 것을 촉구했다. 경찰 당국의 강제 탄압으로 시위는 하루 만에 해산되었지만, 이 사건은 당시 대한민국 사회에 반향을 일으켜 중앙일보와 동아일보를 비롯한 대한민국 주요 언론에서 이 사건을 대서특필했다. 3월 8일 시위가 끝난 이후 3월 10일 대전상업고등학교 학생들이 제2차 시위를 기획해 다시 가두 시위를 벌였지만 이번에도 대전의 경찰청은 해당 시위를 무력으로 진압했다. 

## 같이 보기
- 대한민국 제2공화국